# برتیسلاو سوم
ییندریخ برتیسلاو (درگذشت ۱۵ یا ۱۹ ژوئن ۱۱۹۷) یکی از اعضای دودمان پرمیسل، از سال ۱۱۸۲ اسقف پراگ و از سال ۱۱۹۳ تا زمان مرگش با عنوان برتیسلاو سوم، دوک بوهم بود.

## زندگی
پدر او ییندریخ (برادر ولادیسلاو دوم و درگذشتهٔ پس از سال ۱۱۶۹) و مادرش مارگارت بودند. پس از تحصیلات درخشان در دانشگاه پاریس، به بوهم بازگشت و مقام کشیشی کلیسای سنت پتر و سنت پائول در ویشهراد را به دست آورد. در سال ۱۱۸۲ عنوان دیکون را از اسقف اعظم زالتسبورگ آدالبرت سوم دریافت کرد. در ۲۵ مارس همان سال، ییندریخ برتیسلاو به عنوان جانشین والنتین اسقف پراگ انتخاب شد و برای دریافت تأیید از سوی مطران کریستیان اول به ماینتس رفت. در ۲۲ مه مقام کشیشی را دریافت کرد و روز بعد به عنوان اسقف تاج‌گذاری کرد.
مدتی بعد برتیسلاو با بدریک دوک بوهم وارد کشمکش شد. بدریک تاج‌وتخت بوهم را در سال ۱۱۷۸ دوباره به دست آورده‌بود و قدرت اختیاری بر امور کلیسایی را غصب کرد. در سال ۱۱۸۷ اسقف رسماً از تعدی‌های دوک به امپراتور فریدریش بارباروسا شکایت کرد. در عوض، امپراتور ییندریخ برتیسلاو را به مقام شاهزاده امپراتوری مقدس روم ارتقا داد. به این ترتیب اسقف پراگ تنها مطیع امپراتور مقدس روم بود.
در نزاع مداوم میان دوک بدریک و جانشینانش کنراد دوم و واتسلاو دوم بر سر تاج‌وتخت پراگ، ییندریخ برتیسلاو از پرمیسل اوتاکار یکم پسر کوچک شاه گذشته، ولادیسلاو دوم حمایت کرد. در سال ۱۱۹۲ اوتاکار با اتحاد با برادرش ولادیسلاو ییندریخ، شاهزاده برنو و زنویمو، حکومت بوهم را از واتسلاو دوم غصب کرد. واتسلاو تلاش کرد از امپراتور هاینریش ششم تقاضای کمک کند، ولی دستگیر شد. ییندریخ برتیسلاو از اوتاکار حمایت کرد، ولی نتوانست خراج ۶۰۰۰ اکویی برای حکومت بوهم و مارگراف موراویا را به امپراتور پرداخت کند. بنابراین هنگامی که برای زیارت به سانتیاگو د کمپوستلا رفته بود، توسط هاینریش ششم دستگیر شد و در کاخ او به عنوان اسیر نگه داشته شد.
البته امپراتور هاینریش ششم نسبت به امور بوهم بی‌اطلاع نبود. هنگامی که اوتاکار به شورش چند شاهزادهٔ آلمانی علیه حکومت خاندان اشتاوفر پیوست، در پی تصمیم دیت امپراتوری در ورمس در ژوئن ۱۱۹۳، خلع او و برادرش و ولادیسلاو ییندریخ اعلام شد. اوتاکار توسط نجبا رها شد و فرار کرد. امپراتور اسقف ییندریخ برتیسلاو را از پرداخت خراج معاف کرد و دوک‌نشین بوهم را به عنوان تیول به او داد. مارگراف ولادیسلاو ییندریخ به قلعه پراگ احضار شد و سال‌های بعد را تحت نظر دوک برتیسلاو گذراند.
برتیسلاو باید برای تحکیم قدرت خود از نیروی نظامی استفاده می‌کرد. در کریسمس ۱۱۹۳ او قدرت را در پراگ نگه داشت. در سال ۱۱۹۵ ولادیسلاو را از موراویا بیرون راند و یکی از هوادارانش را در آن جا منصوب کرد. همچنین در لشکرکشی امپراتوری در مایسن شرکت کرد. در این لشکرکشی سپاه او کلیساها را غارت کردند. برای جبران آن، در دیت ورمس تصمیم گرفت در جنگ صلیبی ۱۱۹۷ شرکت کند؛ ولی به دلیل طولانی شدن بیماریش نتوانست. هنگامی که اوتاکار به سوی پراگ لشکر کشید، برتیسلاو به سوی کاخ امپراتوری در خپ رفت و در ۱۵ (یا ۱۹) ژوئن ۱۱۹۷ درگذشت. او در کلیسای صومعه دوکسانی به خاک سپرده شده‌است.
در ۲۳ ژوئن نجبای بوهم ولادیسلاو ییندریخ را به جانشینی او انتخاب کردند. چندی بعد، او قدرت را به برادرش اوتاکار تسلیم کرد. اوتاکار یک سال بعد عنوان شاهی را از فیلیپ سوابی دریافت کرد. این عنوان در سال ۱۲۱۲ توسط فریدریش دوم تأیید شد.